# Michail Michajlovič Bachtin
Michail Michailovič Bachtin (in russo:  Михаи́л Миха́йлович Бахти́н, AFI: [mʲɪxɐˈil mʲɪˈxajləvʲɪtɕ bɐxˈtʲin]; Orël, 17 novembre 1895 – Mosca, 7 marzo 1975) è stato un filosofo e critico letterario russo.
È stato autore di opere molto influenti di estetica, teoria della letteratura, critica letteraria ed epistemologia delle scienze umane. Bachtin è considerato uno dei più significativi pensatori del ventesimo secolo (Michail Holquist, Cvetan Todorov).

## Biografia
Nato da una famiglia nobile, suo padre era direttore di banca e trasferì la famiglia da Orël a Vilnius e poi a Odessa. Lì Bachtin iniziò a studiare nell'università locale, ma poi si trasferì a Pietroburgo per raggiungere il fratello Nicholai. Dopo una laurea in filologia all'Università di Petrograd (1913-1918), per sfuggire alla guerra civile russa andò a Nevel' e poi a Vicebsk dove raccolse intorno a sé un gruppo di intellettuali - conosciuto oggi come il circolo di Bachtin - fra cui Valentin Vološinov e Pavel Medvedev (autori di opere ormai sostanzialmente attribuite a Bachtin, anche se più esplicitamente influenzate dal marxismo).
Nel 1924 Bachtin si sposò e tornò a Leningrado. Malato alle ossa (osteomielite) e privo di raccomandazioni politiche non riuscì per lungo tempo a lavorare. Nel 1929 fu arrestato, pare per aver partecipato a riunioni clandestine della Chiesa ortodossa russa e condannato a dieci anni di prigionia in un campo delle Isole Soloveckie, però l'intervento di Maksim Gor'kij riuscì a far commutare la pena a una condanna di sei anni d'esilio nel Kazakistan, dove lavorò come contadino.
Nel 1936 fu assunto in Mordovia come insegnante di russo nella facoltà di pedagogia di Saransk. Nel 1937 si trasferì a Kimry dove l'anno successivo, ammalatosi, subì l'amputazione di una gamba. Tentò di ottenere l'abilitazione all'insegnamento universitario a Mosca, ma gli fu negata (era anche il periodo dell'invasione nazista). Tornò a Saransk dove gli venne offerto il posto di direttore della facoltà di letteratura. Quindi, dal 1957, diresse il dipartimento di letteratura russa e comparata. Nel 1961 per ragioni di salute si ritirò dall'incarico. Nel 1969, si trasferì a Mosca, dove morì nel 1975.
Le sue opere raggiunsero popolarità solo dopo la sua morte, quando fu pienamente riconosciuto il suo valore come teorico e intellettuale nell'ambito degli studi di critica letteraria all'interno delle correnti del formalismo russo e dello strutturalismo. I libri che pubblicò in vita furono gli studi su Dostoevskij (nel 1929 e nel 1963) e su Rabelais nel 1965. I suoi scritti acquisirono popolarità dal 1968 (Italia) e 1970 (Francia). Solo di recente le sue opere complete e i molti inediti sono stati pubblicati nel suo paese di origine.

## Pensiero
L'opera di Bachtin si colloca attraverso varie discipline e correnti. Come critico letterario considerava fondamentale, per l'interpretazione del testo, la presentazione del contesto storico dell'opera. Ogni messaggio è emesso in particolari situazioni storiche, che agevolano l'interpretazione e la comprensione del testo; quest'ultimo dunque non può considerarsi autonomo. La teoria di Bachtin approfondisce tre aspetti: teoria del linguaggio, teoria dei generi letterari, teoria del comico. La prima sottolinea l'importanza del dialogo, identificando tutte le forme di scrittura con esso attraverso l'ipotesi di un dialogo con un lettore immaginario. La teoria dei generi è piuttosto teoria del romanzo; questo genere sarà molto apprezzato da Bachtin per la sua modernità e coerenza con il reale. Per quanto riguarda la teoria del comico, lo studioso propone un approccio alla realtà attraverso il riso e considera il carnevale come rovesciamento dei valori.
Il concetto di "dialogo" viene da lui visto in modo generale, quasi un caleidoscopio espressivo polifonico, laddove un monologo, ammesso che esista, può avere una sua verità e un suo punto di vista univoco. Il linguaggio è fondamentalmente dialogico e include il rapporto tra autore ed eroe (o personaggio, sconosciuto perfino all'autore), estetica ed etica.
Bachtin ha esplorato i generi non tanto come convenzioni e gerarchie formali, quanto come modi diversi di lettura del mondo e delle ideologie che interpretano e valutano il mondo, preferendo in questo senso il romanzo quale luogo della lettura polifonica e dell'espressione dialogica. Persino il monologo interiore (Tolstoj e Vygotskij) non è che il riflesso dei dialoghi esterni, essenzialmente di ordine sociale e storico.

## Opere
- Dostoevskij. Poetica e stilistica (1963), trad. it. Giuseppe Garritano, Torino: Einaudi, 1968; trad. della precedente edizione del 1929 a cura di Margherita De Michiel, Ed. dal Sud, 1997 (con introduzioni di Augusto Ponzio e Iris M. Zavala).
- Epos e romanzo (1938), in Problemi di teoria del romanzo (con György Lukács e altri), a cura di Vittorio Strada, trad. it. Clara Strada Janovič, Torino: Einaudi, 1976.
- L'opera di Rabelais e la cultura popolare. Riso, carnevale e festa nella tradizione medievale e rinascimentale (1965), trad. it. Mili Romano, Torino: Einaudi, 1979.
- Estetica e romanzo. Un contributo fondamentale alla «scienza della letteratura» (1975), trad. it. Clara Strada Janovič, Torino: Einaudi, 1979; n. ed. ivi, 1997 (con introduzione di Rossana Platone).
- L'autore e l'eroe. Teoria letteraria e scienze umane (1979), ed. it. a cura di Clara Strada Janovič, Torino: Einaudi, 1988.
- Il metodo formale nella scienza della letteratura: introduzione critica al metodo sociologico, (sotto il nome di Pavel N. Medvedev), introduzione di Augusto Ponzio, trad. it. Rita Bruzzese, Bari: Dedalo, 1978.
- Il linguaggio come pratica sociale, trad. it. Rita Bruzzese e Nicoletta Marcialis, a cura di Augusto Ponzio, Bari: Dedalo, 1980.
- (EN)  The Dialogic Imagination: Four Essays, a cura di Michael Holquist, trad. ingl. Caryl Emerson e Michael Holquist, Austin e London: University of Texas Press, 1981.
- Tolstoj, a cura di Vittorio Strada, trad. it. Nicoletta Marcialis e Olga Strada, Bologna, Il Mulino, 1986, originariamente introduzioni ai volumi XI (1929) e XIII (1930) delle opere di Lev Tolstoj (in appendice: Sulla polifonicità dei romanzi di Dostoevskij).
- (EN)  Speech Genres and Other Late Essays, trad. ingl. Vern W. McGee, a cura di Caryl Emerson e Michael Holquist, Austin: University of Texas Press, 1990.
- (EN)  Art and Answerability: Early Philosophical Essays, a cura di Michael Holquist e Vadim Liapunov, tr. ingl. Vadim Liapunov e Kenneth Brostrom, Austin: University of Texas Press, 1990.
- Bachtin e... Averincev, Benjamin, Freud, Greimas, Lévinas, Marx, Peirce, Valéry, Welby, Yourcenar, a cura di Paolo Jachia e Augusto Ponzio, con inediti, Roma-Bari: Laterza, 1993.
- (EN)  Rabelais and His World, trad. ingl. Hélène Iswolsky, Bloomington: Indiana University Press, 1993.
- (EN)  Toward a Philosophy of the Act, a cura di Vadim Liapunov e Michael Holquist, trad. ingl. Vadim Liapunov, Austin: University of Texas Press, 1993.
- Bachtin e le sue maschere: il percorso bachtiniano fino ai «Problemi dell'opera di Dostoevskij», 1919-1929, a cura di Augusto Ponzio, Paolo Jachia e Margherita De Michiel, Bari: Dedalo, 1995.
- Per una filosofia dell'azione responsabile, a cura di Augusto Ponzio, Lecce: Manni, 1998.
- Marxismo e filosofia del linguaggio: problemi fondamentali del metodo sociologico nella scienza del linguaggio (pubblicato con il nome del collaboratore Valentin Nikolaevič Vološinov), a cura di Augusto Ponzio, trad. it. di Margherita De Michiel, Lecce: Manni, 1999.
- Linguaggio e scrittura, a cura di Augusto Ponzio, trad. it. Luciano Ponzio, Roma: Meltemi, 2003.
- Freud e il freudismo (sotto il nome di Valentin N. Vološinov, 1925 e 1927), a cura di Augusto Ponzio, Milano: Mimesis, 2005.
- In dialogo: conversazioni del 1973 con Viktor Duvakin, a cura di Augusto Ponzio, trad. it. Rosa Stella Cassotti, Napoli: Edizioni Scientifiche Italiane, 2008.
- (RU)  Sobranie sočinenij (opere previste in sette volumi), per ora sono usciti i volumi I, II, IV, V e VI, Mosca: Russkie slovari, 1996-2008.